# بالیقچی (حاجی‌قبول)
بالیقچی (به لاتین: Balıqçı) یک منطقه مسکونی سابق در جمهوری آذربایجان است که در شهرستان حاجی‌قبول واقع شده است.